# Tochigifängelset
Tochigifängelset (japanska: 栃木刑務所?, Tochigi keimusho) är ett kvinnofängelse i Tochigi i Japan ungefär 10 mil norr om Tokyo. År 2021 var det Japans största kvinnofängelse och huserar över 600 fångar.  I fängelset finns det möjligheter för internerna att arbeta som frisör, skrivmaskinist eller sömmerska. Skötsamma fångar tillåts arbeta ytterligare två timmar per dag för att kunna tjäna egna pengar.